# Achot Achot
Achot Achot (Աշոտ Աշոտ en arménien), né Achot Kazarian (Աշոտ Ղազարյան) le 24 octobre 1961, est un artiste (peintre, photographe, vidéaste) français. Il vit et travaille à Paris.

## Biographie
Achot Achot quitte l'Arménie peu de temps après la chute de l'Union soviétique en 1993. Il s'installe alors en France

## Formation
On peut chercher les origines de la multiplicité des techniques qu'il emploie (peinture, dessin, photographie, vidéo, installations, performance) dans les études approfondies et pluridisciplinaires qu'il a effectuées à Erevan à l'École des beaux-arts P. Terlémézyan (1977-1981) et à l’École des beaux-arts et d'art dramatique (1981-1986).

## Œuvre
Centré sur une réflexion spirituelle sur la place de l'homme dans l'univers et puisant à différentes sources philosophiques et à l'histoire de l'art, son travail peut être divisé en différentes périodes qui correspondent à des tournants théoriques.

### Endoréalisme (1982-1984)
Achot Achot réalise des peintures à l'huile figuratives représentant des nus dans des paysages entourés de draperies blanches ou de figures masculines isolées.

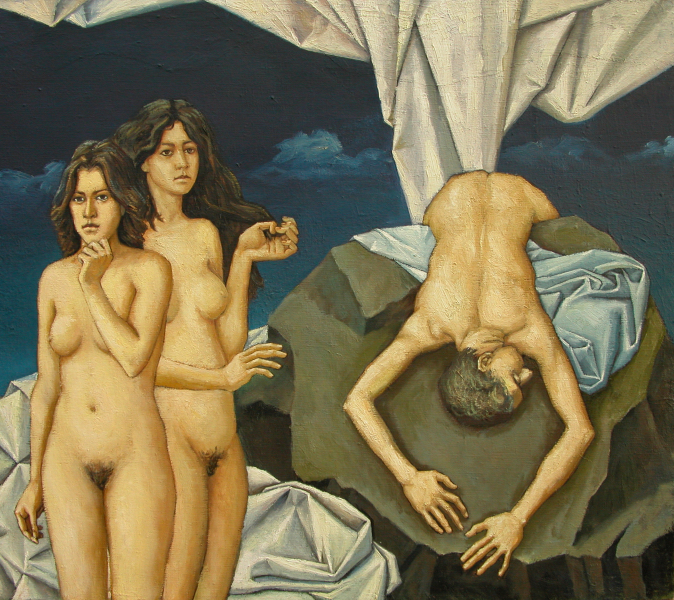
huile sur toile, 1985, peinture réalisée à la fin de la période « endoréalisme ».

### Période évangélique (1985-1988)
C'est alors qu'il découvre les évangiles, essentiellement les apocryphes, qu'il se procure malgré les interdits religieux alors de rigueur sous l'Union Soviétique. Il passe à une schématisation formelle à la limite de l'abstraction. Son univers, aux couleurs dominantes rouges et jaunes, est peuplé de figures angéliques aux allures humaines ou aux formes géométriques triangulaires dans une indifférenciation entre la forme et le fond.

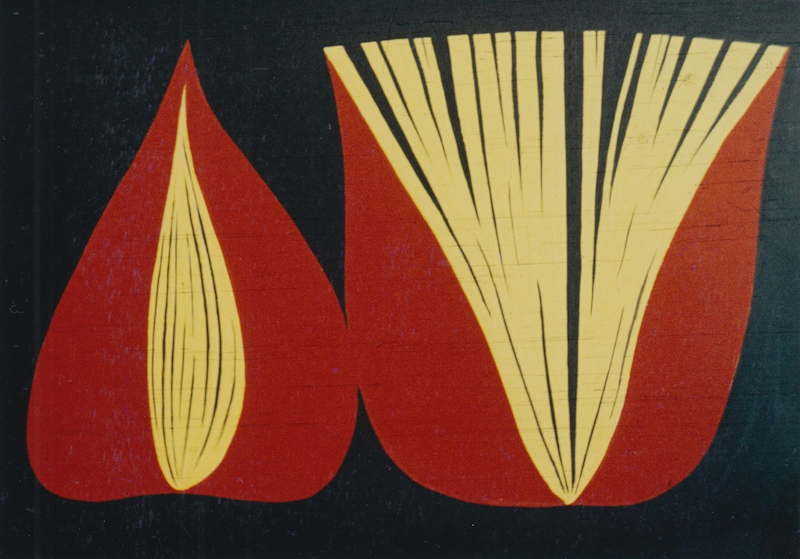
« Les deux Évangiles », tempera sur carton, 1987, réalisée durant la période « évangélique ».

### 3eétage(1987-1991)
En 1987 est inaugurée l'exposition majeure de la scène artistique contemporaine arménienne. Symptomatiquement mise en place au début de la Perestroïka, une agitation artistique remet alors en cause l'Union des artistes, organe artistique officiel dominé par un profond académisme, ne laissant que peu de place à la jeune création. Sous ces pressions, l'Union des artistes a consenti aux agitateurs une place lors de leur prochaine exposition à la Maison des artistes. Alors que les deux premiers étages prestigieux étaient consacrés aux artistes de l'Union, le 3e étage, peu propice à l'exposition, leur avait été accordé. Pendant toute la durée de l'exposition, une intense activité s'est développée : peintures, objets, installations, performances et lectures. L'agitation créée alors a attiré les curieux au 3e étage de l'exposition, d'où est né le nom du groupe qui a rassemblé autour d'un manifeste signé la même année Achot Achot et des artistes tels que Arman Grigorian, Kiki, Armen Hadjian, Ara Hovsepian, Karo Mkrtchyan, Vahan Roumelian, etc..
Achot Achot étend alors sa pratique au-delà de la peinture à travers la performance, la vidéo et des installations. Toutes ces œuvres sont caractérisées par une forte provocation avec pour points de mire le sexe et les conventions sociales. La figure de l'artiste est alors au cœur de l'œuvre. Cette période se traduit par une longue série de recherches et d'expérimentations, que ce soient en termes de techniques, de médiums, de langages et expressions plastiques, afin d'aboutir à une solution absolue quant à l'insatisfaction face à tous les systèmes théoriques et formels.
Pressentant le caractère stérile d'une contestation qui se pérennise, il quitte groupe en 1991.

### Afactum (1990 à ce jour)
C'est avec la découverte de la philosophie védique qu'Achot Achot entame son travail de maturité où toutes les œuvres s'intitulent afactum, mot créé par l'artiste à partir de factum, événement, et du préfixe privatif a. Cette terminologie, dont la répétition conceptuelle caractérise son œuvre dès lors, traduit le caractère non contingent qu'il recherche dans sa peinture pour laquelle il a justement choisi un langage abstrait car le plus libre de références. Il répète ainsi, telle une méditation, un motif originel où un appendice émerge d'une forme circulaire. La répétition même intervient alors comme un équivalent processionnel de l'énergie vitale.

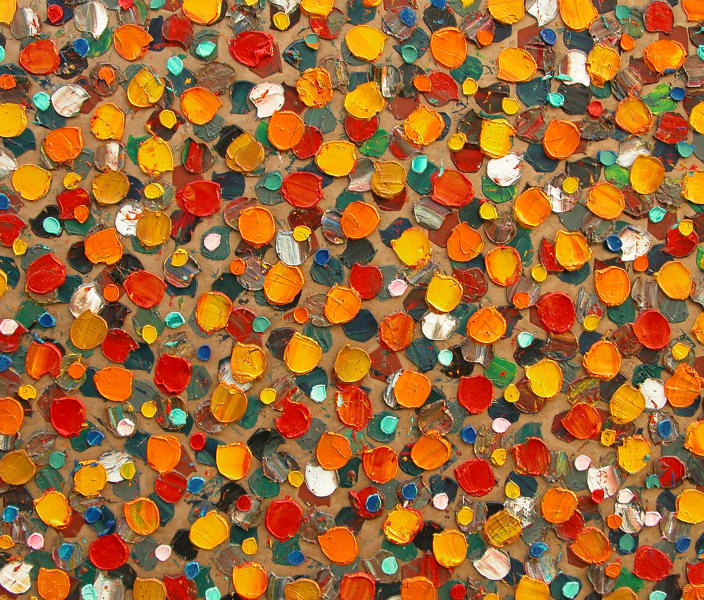
« afactum », huile sur carton, 2005.

### Photographie et vidéo
Pratique entamée dès 1994, la photographie est devenue récurrente dès 1998. En parallèle à sa peinture abstraite, il réalise des photographies mises en scène généralement en atelier, où ne sont pas absents les évocations à l'histoire de la peinture et à ses genres : nature morte et nu essentiellement. Conçue comme une peinture, chaque photographie fait l'objet d'un tirage unique et s'intitule également afactum. Un même esprit guide sa production vidéo, où se crée un champ contemplatif pareil à une photographie à laquelle s'ajoute une notion temporelle,.

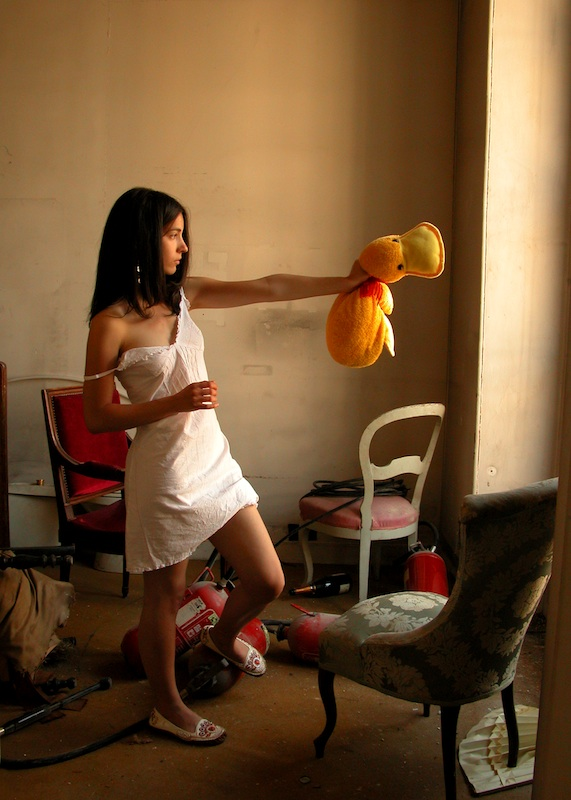
« afactum », photographie, 2007.

### Van Gogh (2007 à ce jour)
Au sein du projet Van Gogh, « Afactum » (d'après Achot Achot), Achot Achot reprend en peinture, dans le style expressif caractéristique de Van Gogh, des œuvres photographiques qu'il a réalisées lui-même. Les cadres à l'ancienne de ces peintures ainsi que leurs cartels font partie intégrante des œuvres présentées comme des œuvres de Van Gogh lui-même.

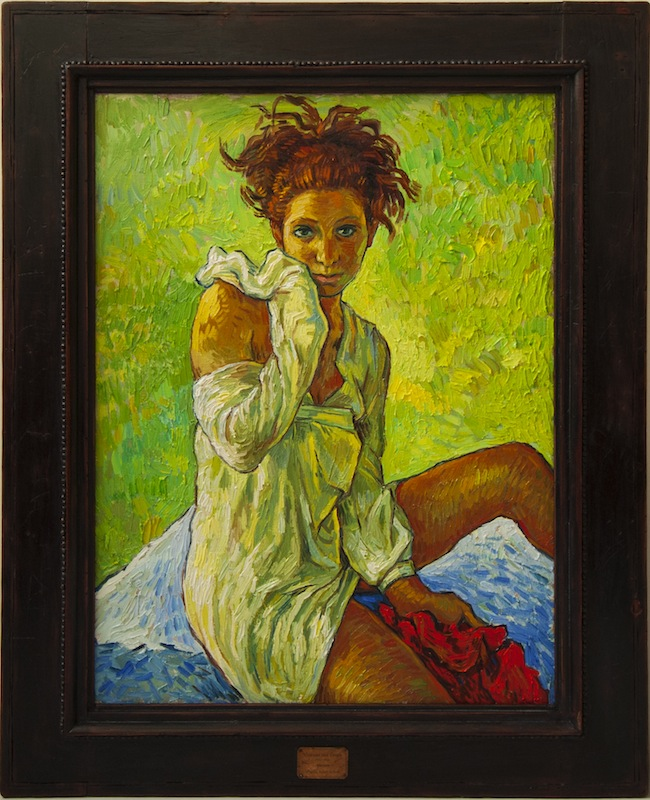
“Van Gogh, « Afactum » (d'après Achot Achot)”, huile sur toile, 2010.

## Publications
- ՊԵՐՄԱՆԵՆՏ ԱՐՎԵՍՏԻ ՄԱՆԻՓԵՍՏ / Manifeste de l'art permanent, écrit en langue arménienne, Erevan, Arménie, 1988[16],[17]
- ԴԱՏԱՐԿ ՄԱՆԻՓԵՍՏ / Manifeste vide, écrit en langue arménienne, Erevan, Arménie, 1989[18]
- Афактум / Afactum, écrit en langue russe, Paris, France, 1994 et 1995[11],[19]
- Последнее наименование абстрактного искусства / Dernière dénomination de l'art abstrait, écrit en langue russe, Paris, France, 1995[20],[21]
- La révolution pour l'art spirituel, écrit en langue française, Paris, France, 1997[21]
- âme, Paris, France, 1999[22]
- Tous les désirs de l'âme, poèmes d'Arménie, Albin Michel, Paris, France, 2002,  (ISBN 2-226-12988-X) (illustré par l'artiste)
- МИМИКРИЯ, écrit en langue russe, Berlin, Allemagne, 2008[23]
- Balance thermo-chromatique humaine, écrit en langue française, Paris, France, 2011[24]

## Collections publiques
- Galerie Nationale d'Arménie, Erevan, Arménie[25]
- Museo de Arte Moderno de Medellin, Colombie[26]
- Musée d'Art Contemporain HAI ART, Erevan, Arménie
- Musée d'Art Moderne d'Erevan, Arménie[26]
- Musée de la ville de Panévégis, Lituanie
- Ministère de la culture d'Arménie
- Centre d'Art Contemporain de Gumri, Arménie
- Fonds régional d'art contemporain (Frac) Provence-Alpes-Côtes d'Azur, Marseille, France

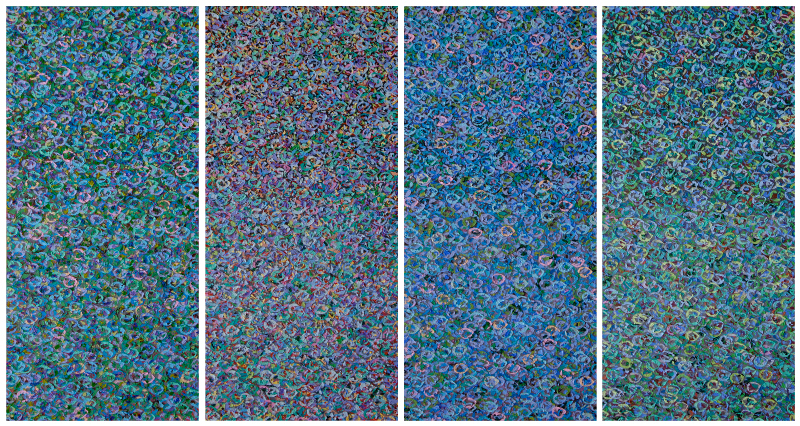
« afactum », polyptyque, gel acrylique sur toile, 2007, Musée d'Art Moderne d'Erevan, Arménie.